# シュテファン・ラープ
シュテファン・ラープ（Stefan Raab、1966年10月20日-）は、ドイツのコメディアン、トーク番組司会者。

## 来歴
シュテファンはケルン出身。1999年、プロジーベンのトーク番組『TVトータル』の司会に抜擢。2000年にはユーロビジョン・ソング・コンテストドイツ代表として出場し、5位入賞を果たす。TVトータルの司会以外にもオートボールやストックカー、中華鍋ボブスレーなどとさまざまな競技に参加。2011年にはアンケ・エンゲルケ、ユディット・ラケアスと共にユーロビジョン・ソング・コンテスト2011の総合司会を担当、ギターで前年優勝曲『サテライト』をレナと共に歌った。